# محمود خمیس
محمود خمیس (انگلیسی: Mahmoud Khamees؛ زادهٔ ۲۸ اکتبر ۱۹۸۷) یک بازیکن فوتبال اهل امارات متحده عربی است.
از باشگاه‌هایی که در آن بازی کرده‌است می‌توان به الوحده امارات و الوحده امارات اشاره کرد.
وی همچنین در تیم ملی فوتبال امارات متحده عربی بازی کرده‌است.